# Villadia stricta
Villadia stricta es una especie de plantas, comúnmente llamadas, siemprevivas, conchitas o flor de piedra de la familia de las crasuláceas (Crassulaceae), dentro del orden Saxifragales en lo que comúnmente llamamos plantas dicotiledóneas, aunque hoy en día se agrupan dentro de Magnoliopsida. El nombre del género fue dado en honor al Dr. Manuel Villada (1841 – 1924), quien fuera médico, botánico y editor de la revistas “La Naturaleza”, la especie V. stricta, hace referencia al porte erguido y recto de los tallos.

## Clasificación y descripción
Planta de la familia Crassulaceae. Planta perenne, erecta de 1-2 dm de altura, glabra, con rosetas basales, hojas ascendentes, cilíndricas, obtusas, de 6-8 mm de largo. Inflorescencia en espiga alargada, que muere hasta la base después de florecer, sépalos de 1.5 mm de largo, obtusos, pétalos blancos (en ejemplares viejos rojizos) de 3 mm de largo, con pequeño mucrón abajo del ápice; estilos cortos.

## Distribución
Endémica de México, solo se le conoce de su colecta original en Zacatecas. Localidad tipo: Zacatecas: Concepción del Oro.

## Hábitat
Posiblemente habita matorral desértico.

## Estado de conservación
No se encuentra catalogada bajo algún estatus o categoría de conservación, ya sea nacional o internacional.